# Венґжиново (Плоцький повіт)
Венґжиново (пол. Węgrzynowo) — село в Польщі, у гміні Мала Весь Плоцького повіту Мазовецького воєводства.
Населення — 408 осіб (2011).
У 1975-1998 роках село належало до Плоцького воєводства.

## Демографія
Демографічна структура станом на 31 березня 2011 року:
|          | Загалом | Допрацездатний вік | Працездатний вік | Постпрацездатний вік |
| -------- | ------- | ------------------ | ---------------- | -------------------- |
| Чоловіки | 205     | 39                 | 143              | 23                   |
| Жінки    | 203     | 37                 | 117              | 49                   |
| Разом    | 408     | 76                 | 260              | 72                   |